# Ruth Romcy
Ruth Romcy Costa  (Fortaleza, 10 de fevereiro de 1927 — São Paulo, 7 de setembro de 2007) foi uma atriz, radialista e humorista brasileira.

## Biografia
Atriz de teatro e circo desde 1940, ficou famosa pelas suas participações no quadro Câmera Escondida, mais conhecidas como pegadinhas, do extinto programa Topa Tudo Por Dinheiro, do SBT (razão pela qual ficou conhecida como "rainha das pegadinhas"). Ruth pode ser vista no Programa Sílvio Santos através das reprises de várias "pegadinhas" do acervo do SBT. Integrou o elenco do programa de rádio Chupim na Rádio Metropolitana FM entre 2001 e 2003 .
Ruth também atuou na novela Esmeralda, no SBT e podia ser vista no Show do Tom, da Record, em Meu Cunhado, Dedé e o Comando Maluco e A Praça É Nossa (2004), estes três últimos no SBT. 
Foi casada com o farmacêutico Jayme Costa, com quem teve três filhos.

## Morte
Morreu no dia 7 de setembro de 2007 em São Paulo, aos 80 anos, devido a falência de múltiplos órgãos. Ela estava internada no Hospital São Camilo para tratamento de uma infecção pulmonar.

## Filmografia
| Ano       | Título                  | Personagem/cargo         | Nota                         |
| --------- | ----------------------- | ------------------------ | ---------------------------- |
| 1981      | Moacyr Franco Show      | Voz da Caveirinha/Vários |                              |
| 1981      | Alegria 81              | Namorada Feia/Vários     | Quadro:" Câmera Escondia"    |
| 1981      | Reapertura              | Vários/Mamãe             |                              |
| 1982      | Alegria 82              | Vários                   |                              |
| 1982      | Feira do Riso           | Vários                   |                              |
| 1983      | Alegria 83              | Vários                   |                              |
| 1983/84   | Show Riso               | ?                        |                              |
| 1991/01   | Topa Tudo por Dinheiro  | Noiva Fantasma e Vários  | Quadro:" Câmera Escodida"    |
| 1999/04   | A Praça É Nossa         | Velhinha                 |                              |
| 2000      | Fala, Dercy             | ?                        |                              |
| 2002      | Casa dos Artistas 2     | Ela mesma / Repórter     | Participação Especial        |
| 2004/05   | Esmeralda               | Betânia                  |                              |
| 2004/2005 | Meu Cunhado             | Dona Zazá                | Episódio:"Sambari Móveis"    |
| 2005      | Dedé e o Comando Maluco | ?                        |                              |
| 2006      | Programa do Ratinho     | Vários                   | Quadro: "DNA"                |
| 2006      | Programa do Ratinho     | Atendente da Pizzaria    | Quadro: "Histórias de Motel" |
| 2006/07   | Show do Tom             | ?                        |                              |

## Rádio
| Ano       | Título                                               | Cargo                                    | Nota |
| --------- | ---------------------------------------------------- | ---------------------------------------- | ---- |
| 2001/2003 | Rádio Metropolitana FM de São Paulo: Programa Chupin | Apresentadora, além da Atuação e Locução |      |